# Craig Bellamy
Craig Bellamy (født 13. juli 1979 i Cardiff, Wales) er en walisisk tidligere fodboldspiller (angriber). Han havde en lang karriere i England, hvor han blandt andet repræsenterede Newcastle, Liverpool, Manchester City og West Ham.
Bellamy nåede 78 kampe og 19 scoringer for Wales' landshold, som han debuterede for tilbage i 1998.